# Nana Owusu-Afriyie
Nana Adoma Owusu-Afriyie (22 marzo 1999) è una velocista australiana.

## Palmarès
| Anno | Manifestazione                         | Sede       | Evento      | Risultato  | Prestazione | Note |
| ---- | -------------------------------------- | ---------- | ----------- | ---------- | ----------- | ---- |
| 2015 | Giochi della gioventù del Commonwealth | Apia       | 100 m piani | Semifinale | 11"99       |      |
| 2016 | Mondiali juniores                      | Bydgoszcz  | 4×100 m     | 7ª         | 45"15       |      |
| 2018 | Mondiali juniores                      | Tampere    | 4×100 m     | 7ª         | 44"78       |      |
| 2019 | World Relays                           | Yokohama   | 4×100 m     | 6ª         | 44"62       |      |
| 2019 | Campionati oceaniani                   | Townsville | 200 m piani | Bronzo     | 23"86       |      |
| 2019 | Campionati oceaniani                   | Townsville | 4×100 m     | Oro        | 44"47       |      |
| 2019 | Universiade                            | Napoli     | 200 m piani | Semifinale | 23"85       |      |
| 2019 | Universiade                            | Napoli     | 4×100 m     | Argento    | 43"97       |      |
| 2019 | Mondiali                               | Doha       | 4×100 m     | Batteria   | dnf         |      |